# Pteris scaberula
Pteris scaberula là một loài dương xỉ trong họ Pteridaceae. Loài này được Rich. mô tả khoa học đầu tiên năm 1832.
Danh pháp khoa học của loài này chưa được làm sáng tỏ. 